# ルイス・リード

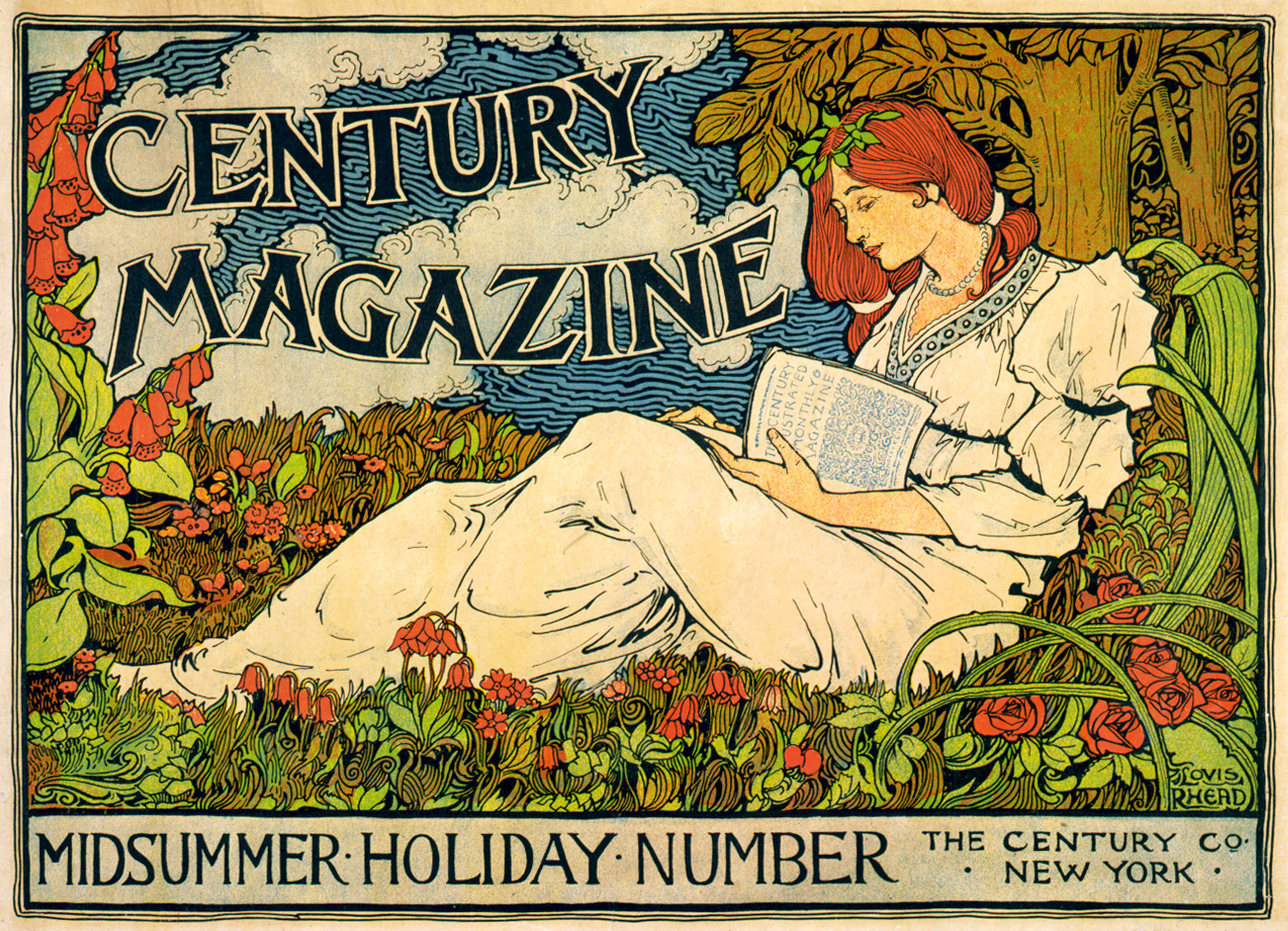
ルイス・リードによる1894年の雑誌ポスター

ルイス・リード（Louis John Rhead、1857年11月6日 - 1926年7月29日）はイギリス生まれの、アメリカ合衆国のイラストレーターである。アール・ヌーボーのスタイルのポスターを制作した。

## 略歴
スタッフォードシャーのストーク＝オン＝トレントで生まれた。父親は陶芸家、工芸家で、スタッフォードシャーの学校で、美術や工芸を教えていた。ジョージ(George Woolliscroft Rhead:1855–1920) とフレデリク(Frederick Alfred Rhead:1856–1933)の二人の兄も、父親の教えを受けて、工芸家となった。
ルイス・リードは早くから絵の才能を示したので、父親は1872年に13歳になったルイス・リードをパリに送り、ギュスターヴ・ブーランジェのもとで学ばせた。3年間、パリで学んだ後、イギリスに戻り、ストーク＝オン＝トレントの陶器メーカーのMintons Ltd.や Josiah Wedgwood & Sons Ltdで働いた。1879年に奨学金を得て、ロンドンのロイヤル・カレッジ・オブ・アートで学び、1881年に卒業した後は Wedgwood & Co. Ltd.や出版社のCassell & Co. Ltd.で働いた。
1883年の秋、アメリカに渡り、ニューヨークの出版社、 D. Appleton & Company の編集長になり、翌年アメリカ女性と結婚し、アメリカ市民権を得て、ブルックリンのフラットブッシュに居を構えて、ニューヨークに40年間住むことになった。
1890年代の初め、ポスター画家として働き、その作品にはパリで活躍していたアール・ヌーボーのイラストレーター、ウジェーヌ・グラッセのから強い影響が見られる。リードの作品は、「ハーパーズバザール」や「ハーパーズマガジン」、「St. Nicolas Magazine」、「The Century Magazine」、「 Ladies' Home Journal」、「 Scribner's Magazine」といった雑誌に掲載された。1895年にボストンで開かれた最初の国際ポスター展覧会で、アメリカの最も優れたポスターに贈られる賞を受賞した。1890年代後半になって、ポスター美術の人気が下火になると、書籍の挿絵の分野で活躍した。出版者、ハーパーズから1902年から亡くなる1928年まで、子供向けの本に多くの挿絵を描いた。
趣味の釣りに熱心で、釣りに関する多くの書籍も執筆している。

## 作品

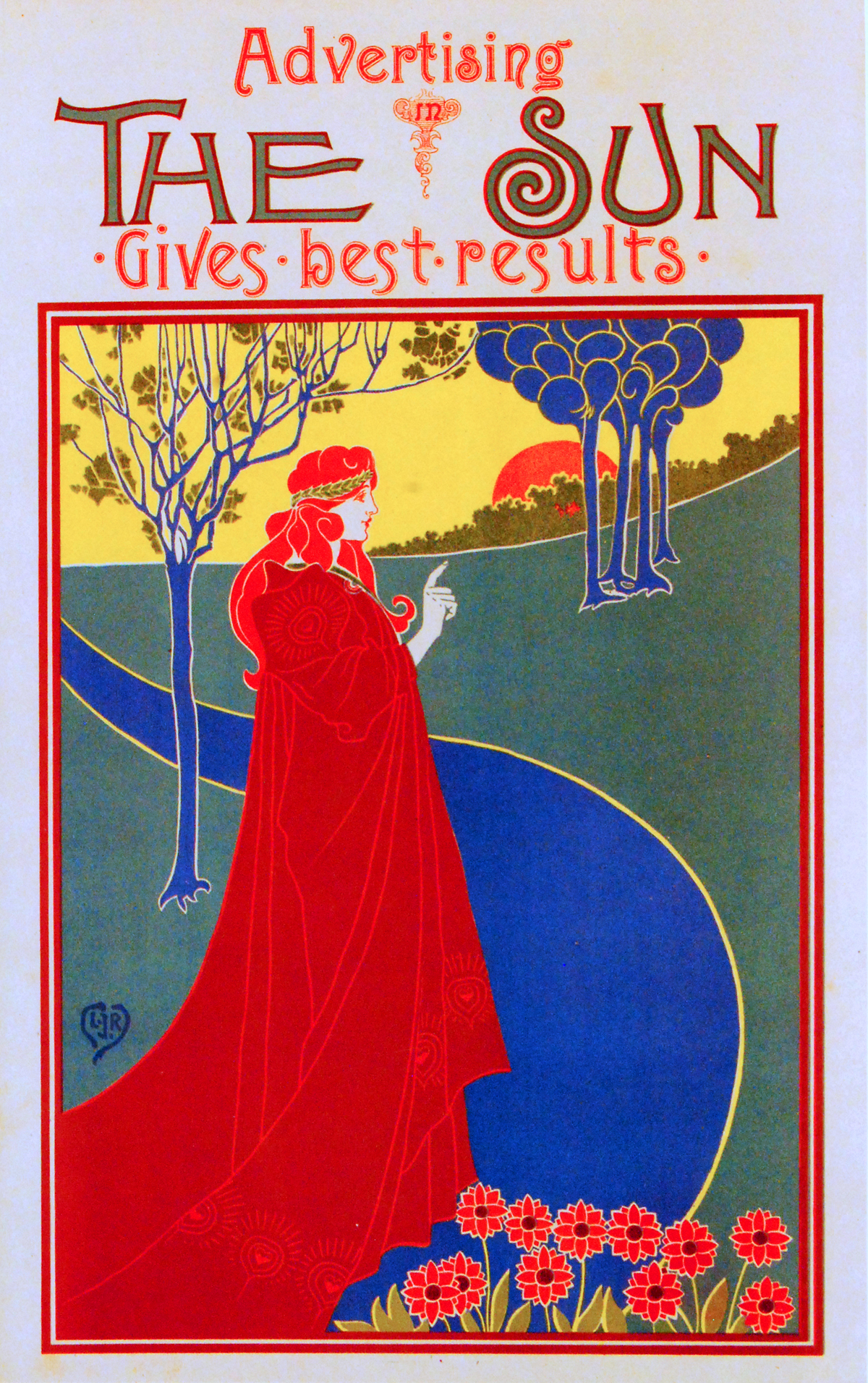
雑誌ポスター
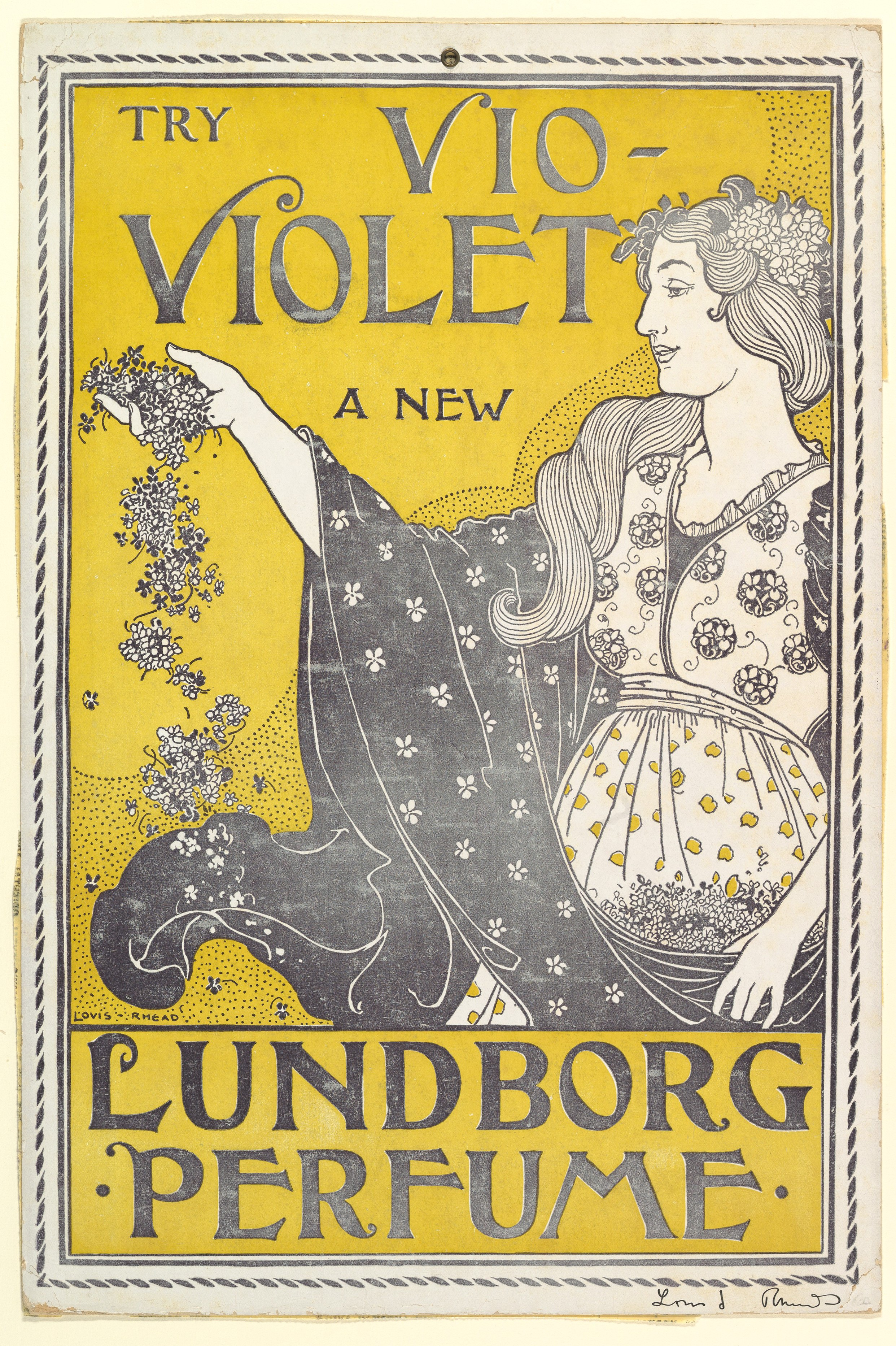
香水のポスター
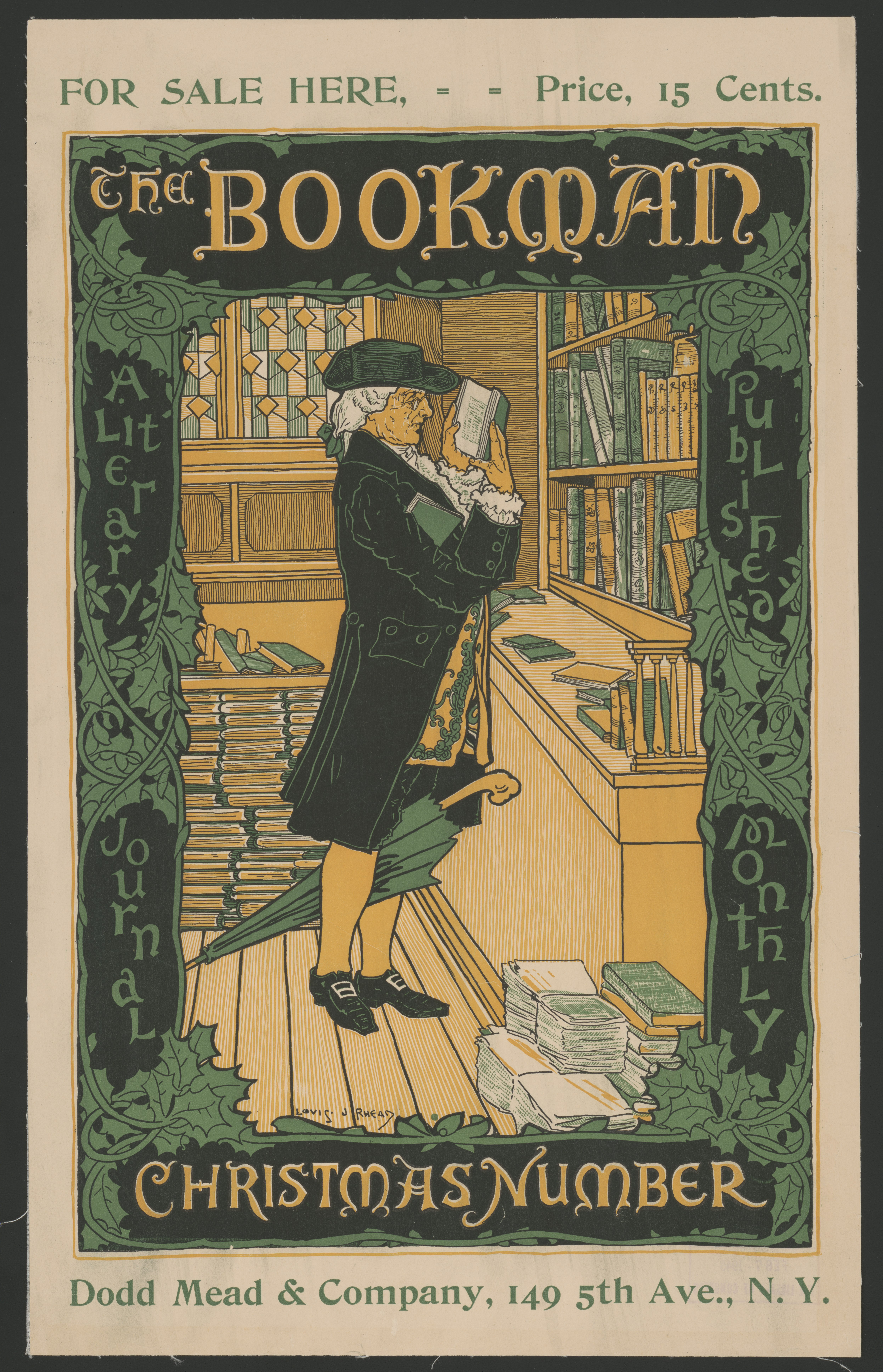
雑誌ポスター
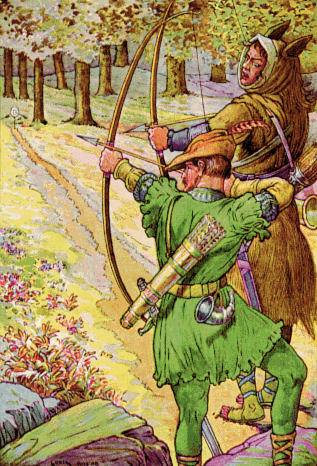
ロビンフッド挿絵
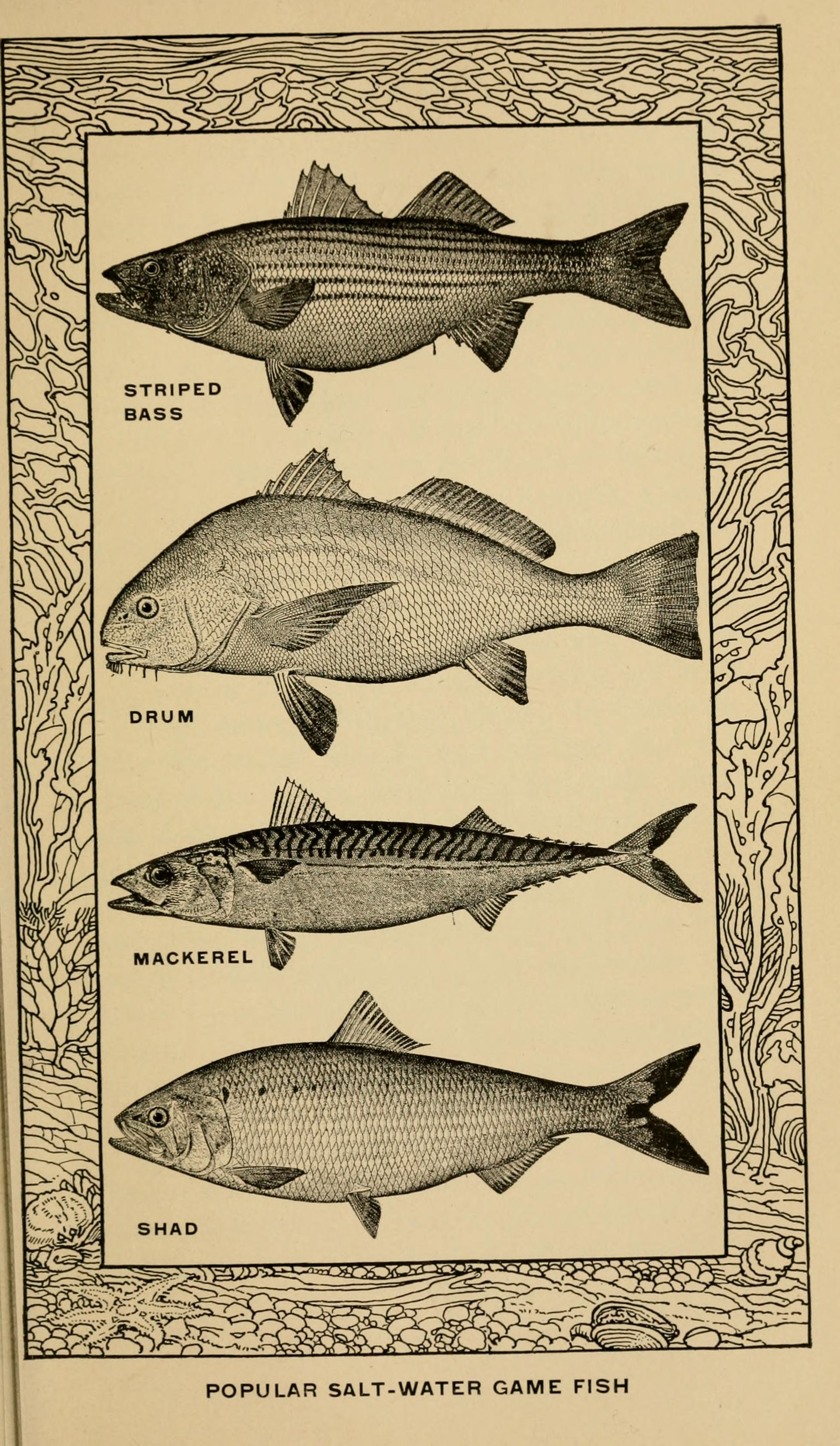
The book of fish and fishingの挿絵

## 著作
- A Collection of Bookplate Designs. W. Porter Truesdell, Boston 1907
- American Trout Stream Insects. A Guide To Angling Flies and other Aquatic Insects Alluring to Trout. Frederick A. Stokes Company Publishers, New York 1916.
- The Book of Fish and Fishing. Charles Scribner's Sons, New York 1920.